# Aburina nigripalpis
Aburina nigripalpis là một loài bướm đêm trong họ Noctuidae.